# Langelandia antennaria
Langelandia antennaria là một loài bọ cánh cứng trong họ Zopheridae. Loài này được Binaghi miêu tả khoa học năm 1937.